# 海北チベット族自治州
海北チベット族自治州（かいほく-チベットぞく-じちしゅう）は中華人民共和国青海省に位置するチベット民族の自治州。日本語では、中国語名に基づき海北蔵族自治州（かいほくぞうぞくじちしゅう）とも称されている。
自治州は地区級の民族区域自治単位の一種で、本自治州は青海省北部に位置する。
チベット名はツォチャン・プーリー・ランキョン・クル（チベット文字：མཚོ་བྱང་བོད་རིགས་རང་སྐྱོང་ཁུལ）。チベット名の「ツォ (mtsho)」とは中国名「青海湖」で名高いツォ・ティショル・ギャルモ (mtsho khri shor rgyal mo) を、「チャン (byang)」とは「北」を意味し、あわせて「ツォ・ティショル・ギャルモの北」を意味する。中国名「海北」は、その逐語訳である。
チベット族をこの州の「区域自治」の「主体民族」とするが、回族が区域自治の主体民族である門源回族自治県もある。

## 地理
青海省東北部に位置し、北から東にかけて甘粛省と省境を接し、南は海東市、西寧市、海南チベット族自治州、西は海西モンゴル族チベット族自治州と接する。海南チベット族自治州との境界には巨大なツォ・ティショル・ギャルモ（略称は「青い湖」を意味するツォ・ゴンポ (mtsho sngon po) 。モンゴル名「フフ・ノール」、中国名「青海湖」はこの略称の意訳）が広がる。自治州人民政府は海晏県西海鎮に所在する。

## 歴史
新代に現在の海晏県三角城に西海郡が設置され、海晏・剛察地区を管轄したのが、海北州での行政区画の初見である。新末後漢初の混乱期には西海郡は廃されたが、609年（大業5年）に再び西海郡が設置された。763年（広徳元年）、吐蕃が青海を占拠すると海北州はその版図に組み込まれた。
元代が成立すると吐蕃等処宣慰司都元帥府が設置され海北州を管轄した。明代になると安定衛・阿瑞衛が1378年（洪武8年）に設置されている。1509年（正徳4年）、オイラト人が新疆より青海に移住した際に州域には11旗が設置され、青海欽差大臣の管轄とされ、現在の門源回族自治県には大通衛が設置された。1744年（乾隆9年）、大通衛は白塔城（現在の大通回族トゥ族自治県）に移され、1761年（乾隆26年）には大通県に昇格した。
1953年12月31日海北チベット族自治区が設置され、1955年に海北チベット族自治州と改称した。
1960年代には州内に機密都市第9学会が建設され、核兵器の開発・製造が行われた。

## 行政区画
3県・1自治県を管轄する。
- 海晏県（ハェイェン・ゾン, ha'e yan rdzong） 面積 4,348 平方キロメートル、人口3万人。県人民政府は三角城鎮に所在。チベット族を主体とする。
- 祁連県（チレン・ゾン, chi len rdzong） 面積 15,610 平方キロメートル、人口4万人。県人民政府は八宝鎮に所在。チベット族を主体とする。
- 剛察県（カンツァ・ゾン, rkang tsha rdzong） 面積 12,500 平方キロメートル、人口4万人。県人民政府は沙柳河鎮に所在。チベット族を主体とする。
- 門源回族自治県（モンヨン・フェリー・ランキョン・ゾン, mong yon hu'e rigs rang skyong rdzong） 面積 6,896 平方キロメートル、人口15万人。自治県人民政府は浩門鎮に所在。ムスリムの回族を自治主体民族とする。

| 海北チベット族自治州の地図          |
| ----------------------------------- |
| 門源回族自治県 祁連県 海晏県 剛察県 |

### 年表
この節の出典

#### 海北チベット族自治区
- 1953年9月30日 - 青海省祁連自治区・海晏チベット族自治区・剛察行政区・亹源県を編入。海北チベット族自治区が成立。(3県1自治区)
  - 剛察行政区および海晏チベット族自治区の一部が合併し、剛察県が発足。
  - 海晏チベット族自治区が県制施行し、海晏県となる。
  - 亹源県が自治区に移行し、亹源回族自治区となる。
  - 祁連自治区が県制施行し、祁連県となる。
- 1955年4月 - 亹源回族自治区が県制施行し、亹源回族自治県となる。(3県1自治県)
- 1955年7月28日 - 海北チベット族自治区が海北チベット族自治州に改称。

#### 海北チベット族自治州
- 1959年4月30日 - 亹源回族自治県が門源回族自治県に改称。(3県1自治県)
- 1960年1月22日 (3県1自治県)
  - 門源回族自治県の一部が甘粛省張掖専区天祝チベット族自治県に編入。
  - 甘粛省張掖専区粛南ユグル族自治県の一部が祁連県に編入。
- 1965年4月10日 - 海晏県の一部が分立し、鉱区弁事処となる。(3県1自治県)
- 1989年 - 鉱区弁事処が海晏県に編入。(3県1自治県)

#### 鉱区弁事処
- 1989年 - 鉱区弁事処が海北チベット族自治州海晏県に編入。